# Dynastia Angelosów
Dynastia Angelosów – bizantyński ród panujący w Cesarstwie Bizantyńskim w latach 1185-1204, Epirze 1204-1318, cesarstwie Tesaloniki 1227-1246 i Tesalii 1271-1318. 

## Historia
Pochodzili z arystokratycznej rodziny z Filadelfii, spokrewnionej z Komnenami. Doszli do władzy po niefortunnym panowaniu Andronika I Komnena. Ich panowanie w Bizancjum charakteryzowało się korupcją, uciskiem fiskalnym i naporem ze strony drugiego państwa bułgarskiego. Konsekwencją kryzysu była obca interwencja w postaci IV krucjaty. 
Po upadku Konstantynopola w 1204 Angelosowie utrzymali władzę w Epirze - przybierając nazwisko Angelos Komnen Dukas (Komnenodukasi). Mając ambicje cesarskie rozciągnęli władzę na Tesalonikę. 9 marca 1230 roku Teodor Angelos Dukas Komnen został pokonany przez Bułgarów w bitwie pod Kłokotnicą. Oznaczało to kres ekspansywnej polityki Angelosów na ziemiach greckich. Tesalonika została w 1246 włączona do Cesarstwa Nicei. Członkowie dynastii panowali w Epirze i Tesalii do 1318.

## Cesarze Bizantyńscy
- Izaak II Angelos (1185–1195)
- Aleksy III Angelos (1195–1203)
- Izaak II Angelos i (Aleksy IV Angelos 1203–1204)

## Władcy Epiru
- Michał I Angelos (1204–1214)
- Teodor Angelos Dukas Komnen (1214–1230)
- Michał II Angelos (1230–1271)
- Nicefor I Angelos (1271–1296)
- Tomasz Angelos (1296–1318)

## Cesarze i despoci Tesaloniki
- Cesarze Tesaloniki:
- Teodor Angelos Dukas Komnen (1227–1230)
- Manuel Angelos Dukas Komnen (1230–1237)
- Jan Angelos Dukas Komnen (1237–1242)
- Despotesi Tesaloniki:
- Jan Angelos Dukas Komnen (1242–1244)
- Demetriusz Angelos (1244–1246)

## Władcy Tesalii
- Jan I Angelos (1271–1289)
- Konstantyn Angelos (1289–1303)
- Teodor Angelos (1289–1299)
- Jan II Angelos (1303–1318)